# Gheorghe Mironescu
Gheorghe Mironescu, né le 28 janvier 1874 à Vaslui et mort le 9 octobre 1949 à Bucarest, est un juriste, homme politique, ministre et président du Conseil des ministres du Royaume de Roumanie. 

## Biographie
En 1891, étudie la littérature et la philosophie à l'université de Bucarest. Il part ensuite en France, où il étudie le droit à la faculté de droit de Paris, y obtenant un doctorat en droit.
De retour en Roumanie, il est engagé comme juriste au ministère de l'Agriculture, de l'Industrie, du Commerce.
En 1906, il fut nommé professeur à la faculté de droit de l'université de Bucarest, fonction qu'il assumera jusqu'à sa retraite en 1939.
Le 17 janvier 1922, il est choisi comme ministre de l'Éducation. Du 10 novembre 1928 au 7 juin 1930, il était dans le gouvernement Iuliu Maniu comme ministre des Affaires étrangères. 
Gheorghe Mironescu était membre du Parti national paysan.
Il fut nommé deux fois président du Conseil des ministres du Royaume de Roumanie : la première fois du 7 juin au 30 juin 1930, en remplacement de Iuliu Maniu qui lui succédera après, puis la deuxième fois pour la période du 10 octobre 1930 au 17 avril 1931, remplacé par Nicolae Iorga. 
Gheorghe Mironescu était membre de l'Académie roumaine.